# Красивомошка загострена
Красивомошка загострена (Calliergonella cuspidata) — вид мохів порядку гіпнобрієвих (Hypnales).

## Поширення
Ареал охоплює такі частини світу: Європа, Африка, Північна Америка, Південна Америка, Азія, Австралія, Нова Зеландія.
Населяє вапняні заболочені місцевості, помірно багаті болота, серед осок, озер, придорожніх канав, бур'ян на газонах; від низьких до високих висот.

## Галерея

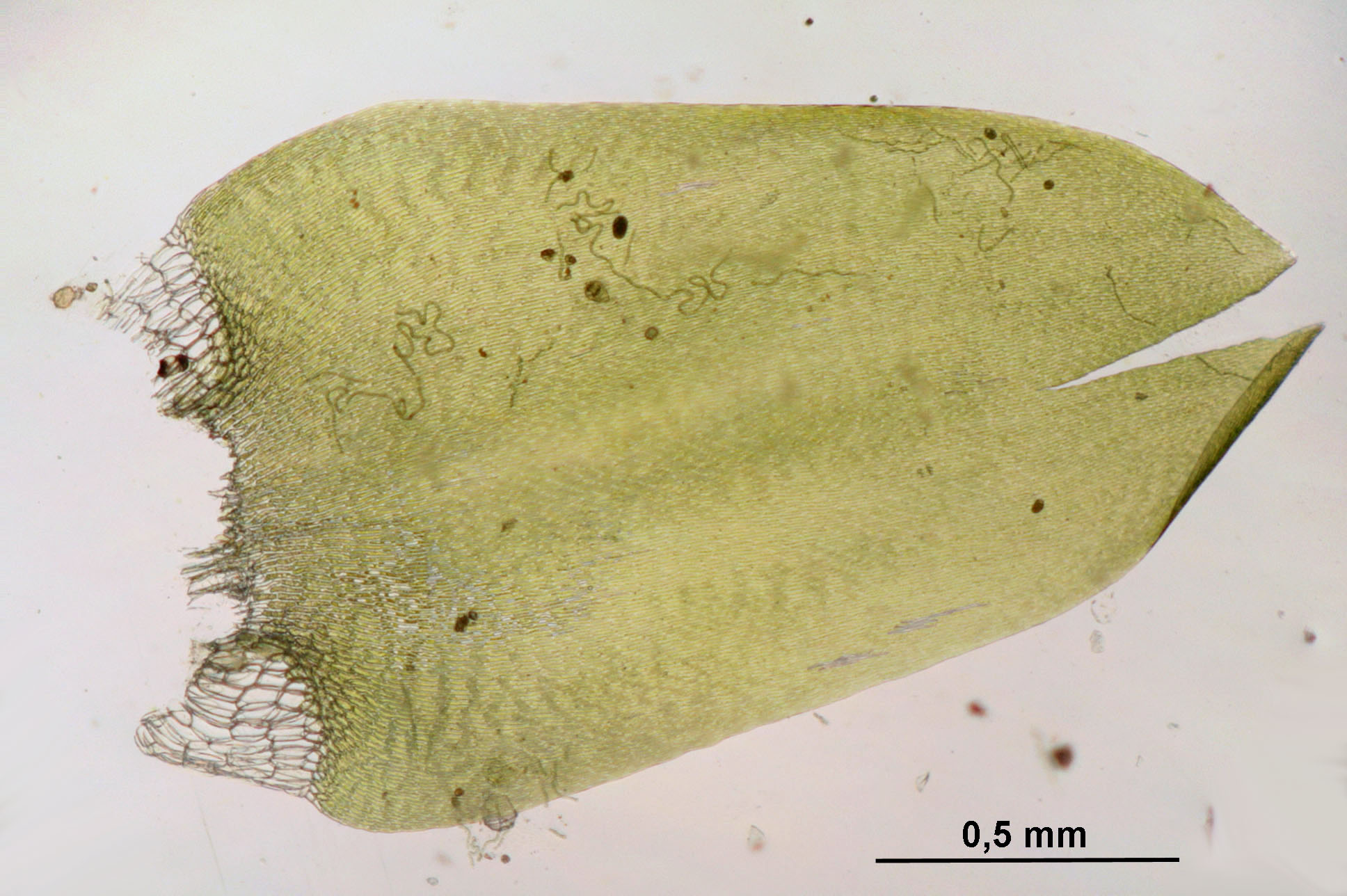
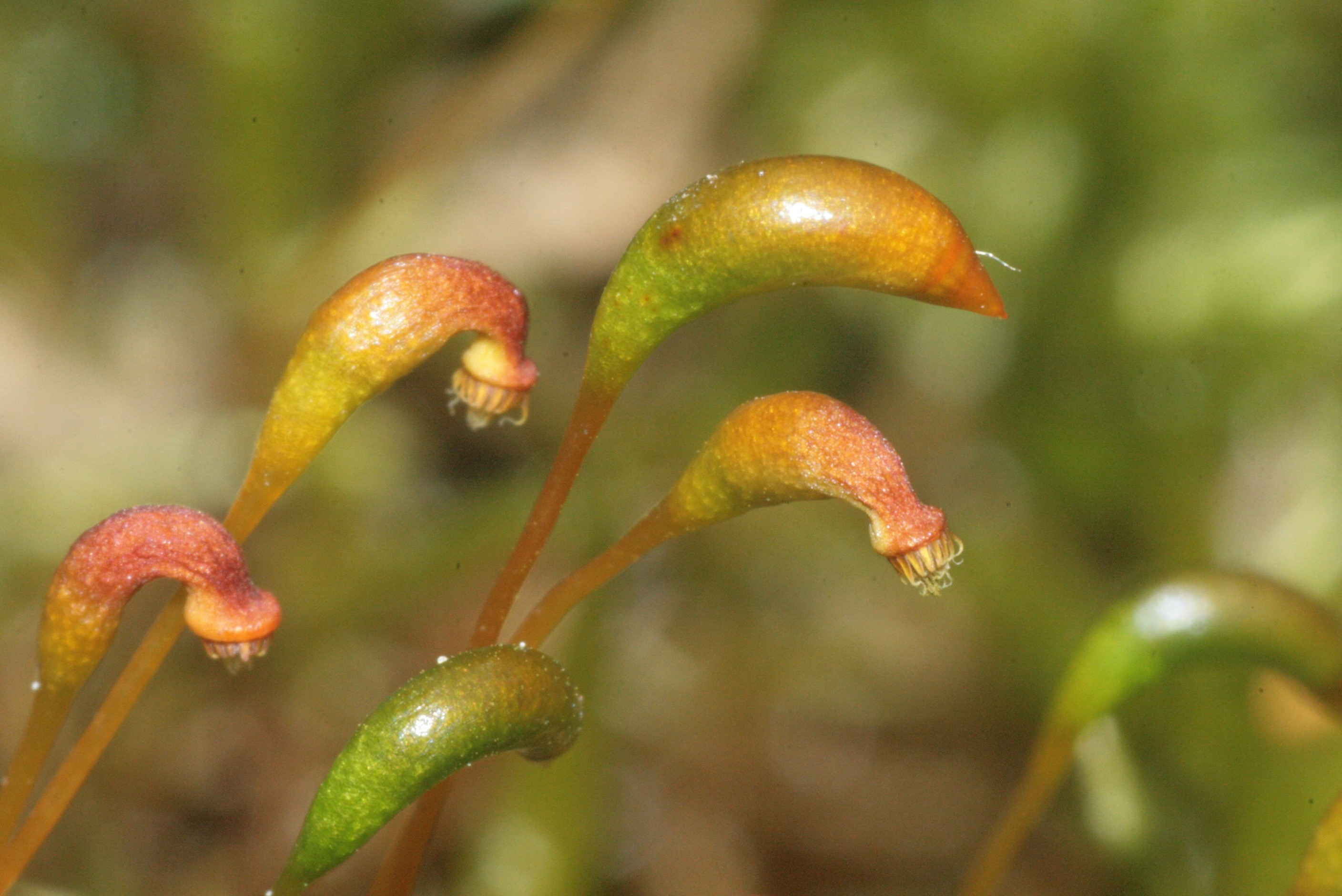
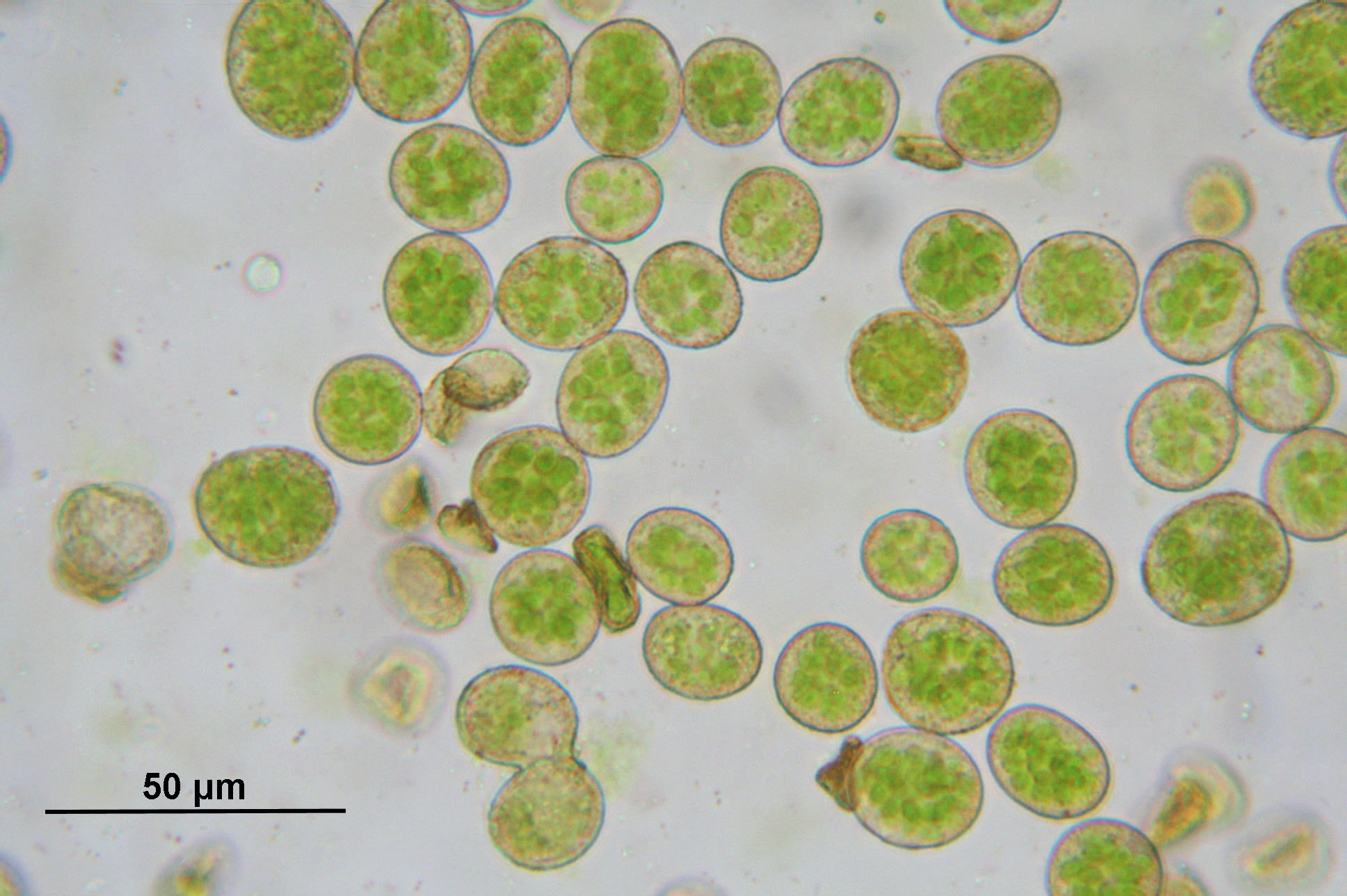

## Характеристика
Рослини до 7 см, в пухких пучках або килимках. Стебла прямі, напівпрямі або полягаючі, перисті. Стеблові листки яйцеподібні, короткі, широкі; верхівка гостра і від слабо гостроподібної до округлої. Гілкові листки ланцетні, довші; верхівка зазвичай гостроподібна. Коробочкові ніжки довгі, ± прямовисні. Спори дрібно-точкові.